# Parazyginella lingtianensis
Parazyginella lingtianensis är en insektsart som beskrevs av Chou och Zhang 1985. Parazyginella lingtianensis ingår i släktet Parazyginella och familjen dvärgstritar. Inga underarter finns listade i Catalogue of Life.